# María la Bailadora
María la Bailadora fue una bailarina y soldado española que participó en la batalla de Lepanto en 1571. Es la única mujer soldado de la Liga Santa que participó en esta batalla que mencionan las crónicas de la época.

## Biografía
La primera y única mención de María proviene de los relatos de la Batalla de Lepanto. 
María, disfrazada de hombre, se alistó al servicio del ejército, donde sirvió en una unidad de Lope de Figueroa como arcabucero, con el fin de acompañar a su amante en la guerra. Sirvió como soldado a bordo del Real, el buque insignia de la Liga Santa.
Durante la batalla, después de la colisión de Real con la galera Sultana (el buque insignia de Ali Pasha) y el abordaje mutuo, María luchó en primera línea. Saltó a bordo de la Sultana y, según las fuentes, atacó a los soldados turcos con una espada o una pica en la mano.
Algunas fuentes sugieren que el sexo de María no se reveló hasta después de la victoria, pero según otros, su verdadera identidad ya se conocía a bordo, ya que había muy poca privacidad en los barcos en ese momento y su presencia era un secreto conocido:  

"En la primera fila se encontraba un joven espadachín, capaz y valiente, pero casi todos, incluido Juan de Austria, sabían que era una mujer, una joven andaluza llamada María que había abordado con el permiso de Lope de Figueroa, siguiendo a su amante".

Marco Antonio Arroyo, soldado y testigo de la batalla, publicó en 1576 su Relación del Progreso de la Armada de la Santa Liga, donde menciona a María:

"Mujer española hubo, que fue María, llamada la bailadora, que desnudándose del hábito y natural temor femenino, peleó con un arcabuz con tanto esfuerzo y destreza, que á muchos turcos costó la vida, y venida a afrontarse con uno de ellos, lo mató á cuchilladas. Por lo cual, ultra que Don Juan le hizo particularmente merced, le concedió que de allí adelante tuviese plaza entre los soldados, como la tuvo en el tercio de Lope de Figueroa."

Después de la batalla, se le permitió permanecer en la unidad y se le pagó su salario como a otros soldados.
María la Bailadora es una de las heroínas del libro de aventuras Clash of Empires: The Red Sea de William Napier.